# Artillery
Artillery é uma banda de thrash metal da Dinamarca criada em 1982 e que participou do desenvolvimento deste gênero musical durante seu maior auge, os anos 1980.
Após o lançamento de três álbuns de estúdio, durante os anos 1980 e início de 1990 , o Artillery se desfez em 1991, mas decidiu reformar sete anos mais tarde, com o lançamento do álbum B.A.C.K., em 1999.
Em 2000, a banda se desfez mais uma vez. No entanto, eles voltam novamente em 2007 e ainda estão juntos até hoje, tendo lançado mais três álbuns de estúdio.
Caracterizada pelo seus riffs marcantes de guitarra e pegada thrash metal, a banda conquistou um grande número de fãs.

## História
A banda foi formada em 1982 pelo guitarrista Jørgen Sandau (roadie da banda Mercyful Fate) e pelo baterista Carsten Nielsen. Mais tarde Per Willem Onink (vocalista) e os irmãos Michael Stützer (guitarrista) e Morten Stützer (baixista) juntaram-se a eles. Ainda naquele ano, em Dezembro, gravam a demo We Are Dead e começam a dar os primeiros concertos.
Em Junho de 1983, Onink sai da banda, uma vez que a banda procurava um tipo de voz diferente. Assim, Carsten Lohmann junta-se à banda em Setembro. No ano seguinte, o Artillery entra nos Ole Erling's Lydstudio para gravarem a demo Shellshock, lançada em Agosto. Em Outubro voltam ao mesmo estúdio, desta vez para a gravação de Deeds of Darkness, também demo.
A banda não estava satisfeita com o trabalho de Lohmann e começaram á procura de outro vocalista, Flemming Rönsdorf foi o escolhido. Em Janeiro de 1985 é gravada mais uma demo (Fear of Tomorrow). Em Maio voltam ao estúdio e gravam seu primeiro álbum intitulado Fear of Tomorrow. Músicas como "The Almighty", "Time Has Come", "The Eternal War" e "Deeds of Darkness" podem ser consideradas como "carro-chefe" do álbum.
No Verão viajam pela Bélgica e Países Baixos e, no final do ano, acompanham as bandas Slayer e King Diamond. Em Setembro do ano seguinte Terror Squad, o segundo álbum da banda, é gravado, porém não é lançado de imediato pois o baixista, Morten Stützer junta-se a Henrik Quaade e formam o Furious Trauma. Em 1987, Terror Squad foi finalmente apresentado ao público. "The Challenge", "In The Trash" e "Terror Squad" chamam a atenção.
Em 1988 foram convidados para tocarem no Next Stop Soviet programme, sendo a primeira banda estrangeira a actuar na União Soviética. Depois de atuarem algumas vezes na Rússia, alguns fans quebram as regras de segurança e o Artillery é banido por serem considerados uma "influência decadente". Ainda nesse ano o baixista Michael "Romchael" Rasmussen é contratado. Em 1989 gravaram o compacto/demo Khomaniac (demo), de duas faixas: "Khomaniac" e "Don't Believe". Peter Thorslund tornou-se membro da banda como baixista, e Rasmussen juntou-se a Furious Trauma.
Em 1990 é gravado o terceiro álbum, By Inheritance, o último lançado pela Roadracer Records. Considerado por críticos e pelo público como o melhor álbum da banda. Destaque para "Khomaniac", "Don't Believe", "By Inheiritance", "Bombfood", "Back In The Trash" e "Equal At First". Michael Stutzer deixou Artillery e reativou a banda Missing Link. Depois de alguns concertos, Flemming Rönsdorf também deixou a banda, sendo substituído por John Mathiasen.
Em Junho de 1991, a banda tocou no Roskilde Festival e no mesmo ano a demo Mind Factory é gravada, com Quaade na bateria, contudo não chegou a ser lançada. Ainda em 1991, Benny Dallschmidt entrou para o lugar de Quaade na bateria. No ano seguinte, Mathiasen é substituído por Mickey Finn. Em 1998, a editora dinamarquesa Mighty Music lança a compilação Deadly Relics, que junta todas as demos, exceto "We Are the Dead".
Depois de um curto período de separação, os "irmãos Stützer" reativam Artillery. No Verão de  1999 Artillery assina com a Diehard Music e logo depois  gravam o quarto álbum, B.A.C.K., que conta com a participação do baterista Per M. Jensen no luga de Carstem Nielsem. Destaca-se as músicas "Cybermind", "WWW", "Violent Breed" e "Final Show".
Pouco depois, são convidados para tocarem no Wacken Open Air.
Em Novembro de 2004, a banda dá sinais de vida, ao tocar num pequeno concerto. A banda resolve retornar, agendando dois concertos no ano 2007, e não descartam a possibilidade de lançar um DVD, o que se concretiza, no lançamento do One Foot In The Grave, Another One In The Thrash. Em 2009, o Artillery volta a ativa de vez, lançando seu quinto álbum, intitulado When Death Comes
Com este álbum, a banda volta a suas origens, porém com um toque inovador. Destaque para "10.000 Devils", "Rise Above It All", "Uniform" e "The End". No ano de 2011, o Artillery lança mais um álbum de estúdio, o My Blood, seu sexto álbum.
Chama atenção pelo contraste feito entre "Ain't Givin' In" e "Thrasher". Destaque para "Mi Sangre (The Blood Song)", "Monster", "End of Eternity" e "The Great".
Durante o mês de abril de 2012, o baterista Carstem Nielsem deixa a banda por motivos pessoais, sendo substituído por Josua Madsen, ex "Consumed" e "Club Hell". Sua primeira performance na banda foi no Headbangers Open Air, em Hamburgo, na Alemanha. Meses depois, Søren Adamsen também deixa a banda, é escalado para seu lugar Michael Bastholm Dahl. No fim de 2013 sai um novo disco: Legions.

## Membros

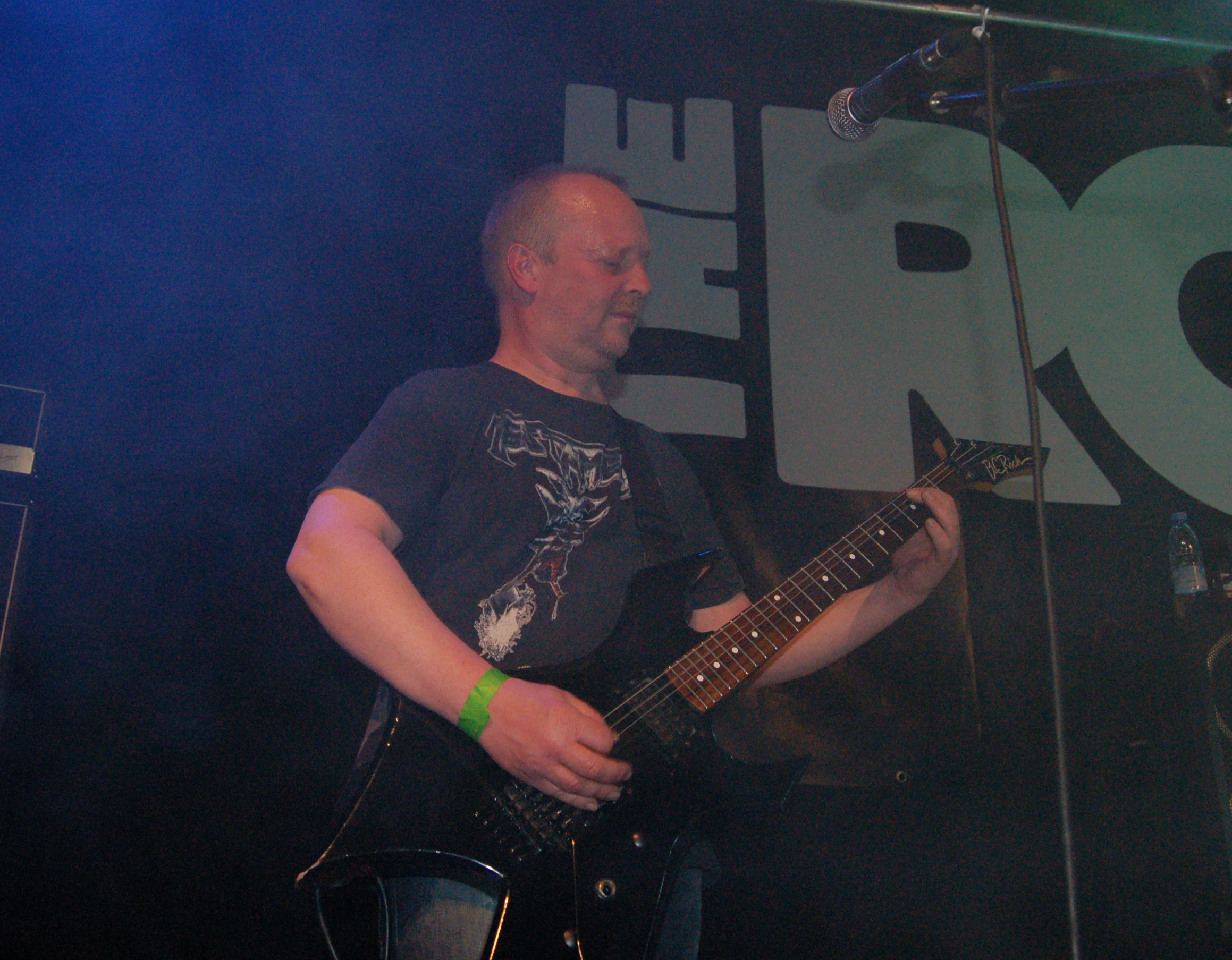
Guitarrista Michael Stutzer durante show na Dinamarca em 2008

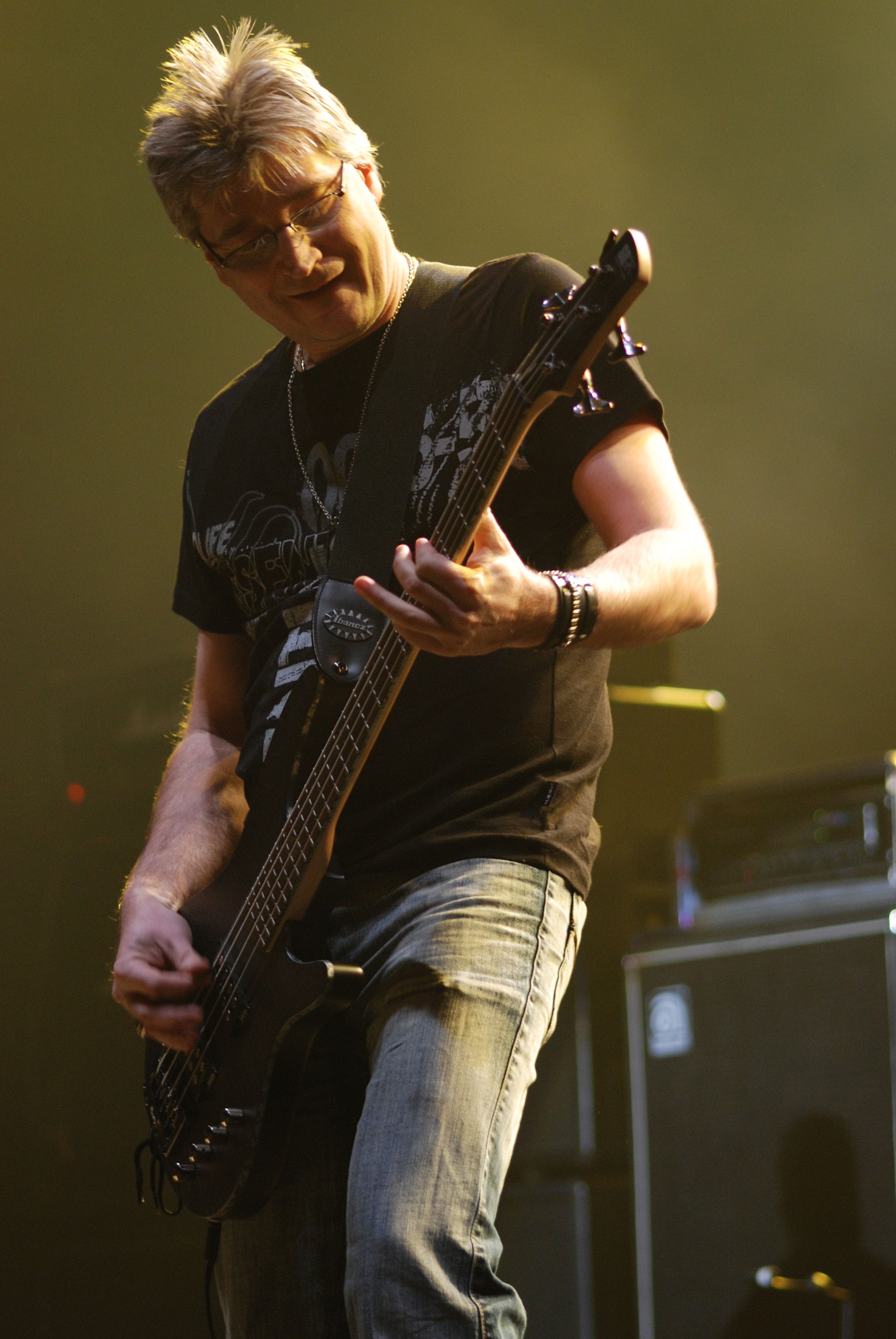
Baixista Peter Thorslund durante show no Metalmania 2008

### Atuais
- Michael Stützer - guitarra  (1982-1991, 1998-2000, 2007-hoje)
- Morten Stützer - guitarra (1989-1991, 1998-2000, 2007-hoje),  baixo  (1982-1988, 1999)
- Peter Thorslund - baixo  (1988-1991, 2007-hoje)
- Michael Bastholm Dahl - vocais  (2012-hoje)
- Josua Madsen - bateria  (2012-hoje)

### Antigos
Vocais
- Søren "Nico" Adamsen (2007-2012)
- Flemming Rönsdorf (1984-1986, 1988-2004)
- Per W. Onink (1982-1983)
- Carsten Lohman (1983-1984)
- John Mathiasen (1991)
- Mickey Finn (1992)

Guitarristas
- Jørgen Sandau (1982-1986, 1988)
- Samir Belmaati (1992)

Baixistas
- Mikael Ehlert (2004)
- Michael "Romchael" Rasmussen  (1989)

Bateristas
- Carsten Nielsen (1982-1991, 2007-2012)
- Per M. Jensen (1999)
- Henrik Quaade (1986, 1991)
- Benny Dallschmidt (1991)
- Anders Gyldenøhr (2004)